# Hoan Ton-That
Hoan Ton-That (* ca. 1989 in Australien) ist ein australischer Software-Programmierer. Er ist Gründer und CEO des US-amerikanischen Start-ups Clearview AI.

## Werdegang
Hoan Ton-That wurde in Australien geboren und ist vietnamesischer Herkunft. 2007 brach er das College ab und zog nach San Francisco, wo er einige wenig erfolgreiche Geschäftsideen im Bereich der Social-Media-Anwendungen hatte – etwa die von ihm 2015 entwickelte App Trump Hair, mit der sich Nutzer auf ihren Fotos die charakteristische Frisur des amerikanischen Präsidenten Donald Trump verpassen konnten.
2016 zog er nach New York und gab seinen Versuch, dort eine Karriere als Model zu starten, nach kurzer Zeit wieder auf. Stattdessen begann er, sich mit künstlicher Intelligenz, maschinellem Lernen und Gesichtserkennung zu beschäftigten.
Mit Hilfe von Unterstützern stieg er in das Geschäft mit der Gesichtserkennung ein. Zu den Geldgebern des von ihm 2017 gegründeten Start-ups Clearview AI gehört der US-amerikanische Investor deutscher Herkunft, Peter Thiel.
Anfang 2020 äußerte sich Ton-That zum ersten Mal öffentlich zu der in den USA heftig vorgetragenen Kritik an der Perfektionierung und Kommerzialisierung der Gesichtserkennung und den damit verbundenen Gefahren für die Privatsphäre. Er erklärte, Clearview AI habe einen Prototyp für eine Augmented-Reality-Brille entwickelt, mit der es theoretisch möglich wäre, automatisch beliebige Menschen auf der Straße zu identifizieren. Die Brille könnte dann etwa den Namen und andere Details über die Person anzeigen, falls ihre Gesichter in der Datenbank enthalten sind. Clearview AI habe aber keine Pläne, die Brille auf den Markt zu bringen.
Allerdings, so Recherchen von BuzzFeed-Reportern, stellt er die Technologie politisch Gleichgesinnten zur Verfügung.